# إيان كالاهان
إيان كالاهان (بالإنجليزية: Ian Callaghan) هو لاعب كرة قدم سابق إنجليزي من مواليد 10 أبريل 1942 بمدينة نادي ليفربول. كان يلعب بمركز خط الوسط.
يعتبر كالاهان أكثر من شارك مع نادي ليفربول، حيث لعب معهم منذ عام 1960 وحتى عام 1978، وشارك معهم في 650 مباراة وسجل 50 هدفاً.

## روابط خارجية
- إيان كالاهان على موقع الاتحاد الدولي (مؤرشف)  (الإنجليزية)
- إيان كالاهان على موقع الاتحاد الأوربي (الإنجليزية)
- إيان كالاهان على موقع قاعدة بيانات كرة القدم.إي يو (الإنجليزية)
- إيان كالاهان على موقع ليكيب (الفرنسية)
- إيان كالاهان على موقع ناشيونال فوتبول تيمز (الإنجليزية)